# نووستروپول
نووستروپول (به لاتین: Novoostropol) یک منطقهٔ مسکونی در روسیه است که در استان آمور واقع شده‌است.